# 美国吉他学院
美国吉他学院（英語：The American Guitar Academy）在1991年建立於美国。 在2011年，美国吉他学院在东京开設了第一间日本分校。 美国吉他学院宣称他们是日本唯一一间可以用多种语言来上课的吉他学校，例如日语，英语，西班牙语，法语，意大利语和德语。学生可以在美国吉他学院学到民謠吉他和电吉他不同的风格。例如爵士乐，滚石音乐，蓝调，流行音乐，放克音乐，古典音乐，弗拉明戈，探戈，民俗音乐和节奏蓝调。

## 概論
在2014年，美国吉他学院在六本木开设了他们在东京的第二間分校。现在美国吉他学院有八个来自八个不同国家的老师。美国吉他学院提供从初级到高级程度的个人和团体课程。 美国吉他学院提供的国际音乐学校课程除了个人课程以外也有吉他合奏课程，全方位现场演奏课程，音乐理论课程，視唱和听力训练课程。美国吉他学院的国际音乐学校课程全方位准备学生可以在外国上大学程度的音乐课程。美国吉他学院的国际音乐学校课程提供的音乐理论课程，視唱和听力训练课程也適合学其他乐器的学生。麥可・卡普兰是美国吉他学院的主任老师。 他和伯克利音乐学院和哈兒・倫納德出版社合作出了一本关于咆勃爵士乐的書。他现在和Fretboard Logic的作者比爾・爱德华玆還有和在互联网上其中一个最大的网上吉他课程视频网站Truefire合作。 美国吉他学院的教学理念是希望通过不同的渠道来改变现在日本的吉他教育